# جزيرة جينغاه
جزيرة جينغاه وهي جزيرة من جزر إندونيسيا، وتتبع إقليم كليمنتان الجنوبية في إندونيسيا.